# Drew Fudenberg
Drew Fudenberg (* 2. März 1957 in New York) ist ein US-amerikanischer Wirtschaftswissenschaftler und Hochschullehrer.

## Leben
Fudenberg studierte Mathematik am Harvard College, das er 1978 als Artium Baccalaureus in angewandter Mathematik verließ. Drei Jahre später graduierte er als Ph.D. in Wirtschaftswissenschaften am Massachusetts Institute of Technology.
Als Assistant Professor ging Fudenberg nach Abschluss seines Studiums an University of California, Berkeley, an der er 1985 zu Associate Professor aufstieg. 1984 erhielt er von der Alfred P. Sloan Foundation ein Forschungsstipendium (Sloan Research Fellowship). 1987 kehrte er als ordentlicher Professor ans Massachusetts Institute of Technology zurück. 1992 als Gastdozent an der Universität Toulouse tätig, folgte er ein Jahr später einem Ruf der Harvard University. Seit 2016 ist er Paul A. Samuelson Professor of Economics am Massachusetts Institute of Technology.
Im Mittelpunkt der Arbeit Fudenbergs steht insbesondere die Spieltheorie. Dabei hat er sich in seinen wissenschaftlichen Veröffentlichungen mit verschiedenen Aspekten auseinandergesetzt und dabei Bereiche wie die Gleichgewichtstheorie, dem Lernen in Spielen sowie die evolutionäre Spieltheorie abgedeckt. Er hat spieltheoretische Ansätze auf die Analyse von Industrial Organization, Verhandlungslösungen und der Vertragstheorie angewendet. Zur Weiterentwicklung des Folk-Theorems trug er entscheidend insbesondere in den 1990er Jahren in Zusammenarbeit mit Eric S. Maskin bei.
1996 bis 2000 war Fudenberg Herausgeber der Zeitschrift Econometrica der Econometric Society, nachdem er bereits seit 1985 in der Redaktion mitgewirkt hatte. Ab 1998 saß er zudem im Rat der Gesellschaft, drei Jahre später gab er das Amt auf. 1998 wurde er in die American Academy of Arts and Sciences gewählt, 2014 in die National Academy of Sciences.

## Werke
Die folgende Auflistung gibt von Fudenberg veröffentlichte Bücher wieder, zudem hat er zahlreiche Zeitschriftenartikel und Arbeitspapiere verfasst.
- mit Jean Tirole: Game Theory. 1991
- mit David K. Levine: Theory of Learning in Games. 1998
- mit David K. Levine: A Long-Run Collaboration on Long-Run Games. 2008